# Giacinto Bonfante
Giacinto Bonfante (fl. XIX-XX secolo) è stato un calciatore italiano.

## Carriera
Presente nella rosa della Ginnastica Torino almeno dall'aprile 1899, quando disputò un torneo interno alla società.
Nel 1900, in cui è certa la sua presenza nella sconfitta esterna contro la Juventus per 2-0 del 18 marzo 1900, con la Ginnastica ottenne il terzo ed ultimo posto del girone eliminatorio piemontese.
Fu attivo nella Ginnastica anche come ginnasta, partecipando tra gli altri al "Concorso Ginnastico Nazionale di Firenze" nel 1904.